# Fernand Vandernotte
Fernand Auguste Henri Marius Vandernotte (12. januar 1902 - 20. januar 1990) var en fransk roer.
Vandernotte vandt bronze i firer med styrmand ved OL 1936 i Berlin, sammen med sin bror Marcel Vandernotte, sin søn Noël Vandernotte (styrmand), Jean Cosmat og Marcel Chauvigné. Der deltog i alt 16 lande i disciplinen, hvor Tyskland og Schweiz vandt henholdsvis guld og sølv foran den franske båd. Han deltog også ved OL 1932 i Los Angeles, hvor han sammen med sin bror Marcel var med i franskmændenes toer uden styrmand.
Vandernotte vandt desuden tre EM-medaljer, en sølvmedalje i firer med styrmand ved EM 1934, en bronzemedalje i toer uden styrmand ved EM 1930 og en bronzemedalje i toer med styrmand ved EM 1933.

## OL-medaljer
- 1936:  Bronze i firer med styrmand